# Omar Pascha

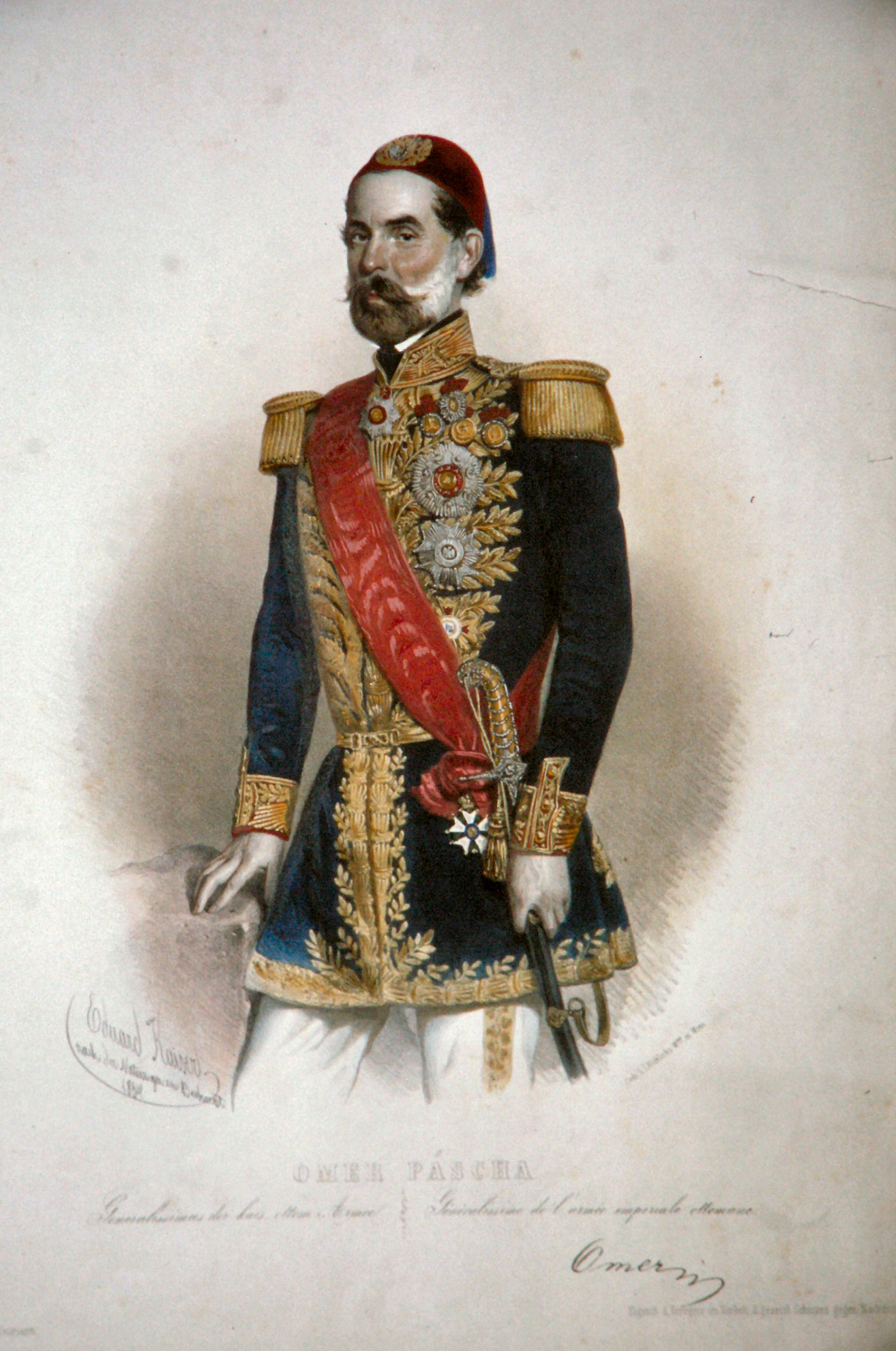
Omar Pasha

Omar Pasha, född 24 november 1806 i Plaški på österrikiskt område, död 18 april 1871 i Konstantinopel, var en osmansk fältherre. 
Omar hette egentligen Michael Lattas och växte upp i en serbisk ortodox kristen familj, men flydde som kadett, till följd av någon förseelse, 1828 till Turkiet, övergick till islam och anställdes först som informator för en hög turkisk ämbetsmans barn, sedermera som skrivare i krigsministeriet, skrivlärare åt sedermera sultan Abd-ul-medjid och till sist som officer i turkiska armén (han kallades denna tid Omar Efendi.) 
Under Höga portens fälttåg i Syrien mot Muhammed Ali nådde Omar 1840 brigadgenerals rang, varefter han vintern 1841–1842 lade i dagen stor strategisk skicklighet som underbefälhavare för den turkiska styrka, som besatte Libanons oroliga område. Han erhöll därefter civilförvaltningen där, men ställde sig partiskt på drusernas sida gentemot maroniterna och hade därigenom drygt ansvar för utbrottet av det blodiga stamkriget sommaren 1842. 
År 1848 var Omar den militäriske ledaren av den turkiska kår om 23 000 man, som inryckte i Valakiet för att under samverkan med ryssarna dämpa den nationella frihetsrörelsen i Donaufurstendömena. Han återställde oktober 1850 till april 1851 genom flera segrar, särskilt efter intagandet av fästningen Bihač, lugnet i det upproriska Bosnien och började i december 1852, med 60 000 man och efter en av honom skickligt uppgjord plan, krigsoperationer mot Montenegro, vilka dock redan i januari 1853 till följd av Österrikes hotande hållning måste avbrytas. 
Omar, som vid denna tid utnämnts till pascha, öppnade samma år Krimkriget genom att gå över Donau, besätta Kalafat och vid Oltenita (4 november) driva de till antalet överlägsna ryssarna tillbaka. Han tvingades dock åter dra sig tillbaka söder om Donau, varefter han med omväxlande lycka där sysselsatte en stor del av den ryska styrkan och särskilt, med framgång, bemödade sig om att stödja det på våren 1854 belägrade Silistra. 
Efter krigsskådeplatsens förflyttning till Krim tillbakaslog Omar där den 17 februari 1855 med omkring 25 000 man turkar ett ryskt anfall vid Jevpatorija. I november samma år ledde han ett infall i ryska Transkaukasien, genom vilket sultanen hoppades undsätta det av ryssarna belägrade Kars. Detta företag misslyckades emellertid, och Omar sattes efter krigets slut i disponibilitet. 
År 1857 utnämndes Omar till ståthållare i Bagdad, avsattes 1859 för despotiskt förfarande och förvisades till Kutahia, men återkallades 1861, blev befälhavare i kriget mot Montenegro och tvang furst Nikola I att (1862) avsluta en för Höga porten gynnsam fred. Omar utnämndes nu till fältmarskalk, blev 1864 överbefälhavare för 3:e turkiska armékåren (i Sjumen) och sändes 1867 att undertrycka det allvarsamma upproret på Kreta, men förfor därvid med sådan grymhet, att han måste återkallas. Han var en kortare tid 1868–1869 krigsminister.